# Миката (уезд, Хёго)
Миката (яп. 美方郡 Миката-гун) уезд расположен в префектуре Хиого, Япония.

Расположение уезда Миката в префектуре Хиого.

По оценкам на 1 мая 2017 года, население составляет 31 594 человек, площадь 609,78 км², плотность 51,8 человек/км².
Климат умеренный. Температура составляет 10 °C. Самый жаркий месяц - август, при температуре 21 °C, а самый прохладный февраль, при температуре 0 °C. среднее количество осадков составляет 2061 миллиметр в год. Самый влажный месяц - август, с количеством осадков 241 миллиметр, а самый сухой май - 81 миллиметр.

## Посёлки и сёла
- Ками
- Синъонсен